# 冷たい方程式
『冷たい方程式』（つめたいほうていしき、原題 The Cold Equations）は、トム・ゴドウィンによって「アスタウンディング・サイエンスフィクション」1954年8月号に発表された短編SF小説である。SF小説史上もっとも注目に値する作品のひとつと見なされている。
本作を表題作とする短編集も刊行されている。

## あらすじ
惑星・ウォードンを調査していたグループの1つで、致死性の疫病が発生した。
ウォードンに血清を届ける小型宇宙船には、燃料も酸素も最小限しか積まれていない。発進後、パイロットは船内に隠れていた密航者を発見する。規則に従うならば、密航者はエアロックから真空の船外へ放棄しなければならない。しかし、ウォードンで調査の任に携わっている兄（疫病には罹患していない）に会うために密航したその18歳少女は、罰金程度で済むと思っていた。
パイロットは、燃料が最小限しか積まれていないためにこのままでは安全に着陸できないばかりでなく、血清を待つ6人の命までも死に至らしめることになることを少女に説明する。パイロットが少女の放棄を遅らせるために最善を尽くす間、彼女は両親とウォードンにいる兄へ手紙を書き、兄と無線で会話を交わす。無線が途切れた後、少女は自らエアロックの中へ入る。

## 概要
発表後、半世紀以上を経てもなお『冷たい方程式』はSFの古典的な名作として認知されている。トム・ゴドウィンが執筆した時期がデビューから間もなかったため米英では元ネタ探しも盛んになり、コミック雑誌「Weird Science」1952年5・6月合併号に掲載された『A Weighty Decision』（ウォーリー・ウッド画、アル・フェルドスティーン脚色）が元ネタとして認められている。また、アスタウンディング誌の編集長ジョン・W・キャンベルが3度に渡りゴドウィンの原稿を書きなおさせたことも明らかになっており、キャンベルが作者であるとする意見もある。
The Encyclopedia of Science Fictionでは、ロバート・クローミーの『A Plunge into Space（1890年）』と、本作との類似について指摘している。

## 影響
SF作家であり批評家のジェイムズ・E・ガンは「ハードコアSFのための試金石的小説である」と評した。
1970年には、アメリカSFファンタジー作家協会により1929年から1964年までに発表された最も重要なSF小説に選ばれた。2003年に発行されたゴドウィンの名作集が発行された際に付けられた題名は『冷たい方程式とその他』であった。日本においてもハヤカワ文庫に短編集の表題作として収録されている。
ただし本作への賛意は必ずしも普遍的なものではなかった。多くの人が、この悲劇的な結末が必然であるように見えるための状況が人工的に作られ過ぎていると批評した。例えば、
- 発見された密航者は船外へ放棄する規則であるとされているが、なぜ飛行前の点検で密航者を見つけられなかったのか?
- 少女の代わりに他の重量物を放棄することはできなかったのか?
- そもそも省スペースを目指すなら全自動無人機にするほうが適切であり、密航者が入り込めるスペース自体が存在しないのではないか?

などである。
また評論家ガリイ・ウェストファールはこの前提が「エラーに対して十分なマージンのないシステム」によるもので、物理学としては良いが工学としては酷い話だと述べている。
また、本作へのオマージュないしパロディとして、同じような極限的状況から別の解決法を導き出す作品も多数書かれており、「方程式もの」と呼ばれている。

## 書誌情報

### 日本語訳
- 「冷たい方程式」伊藤典夫訳、S-Fマガジン1966年11月号
- 「冷たい方程式」伊藤典夫訳、早川書房『世界SF全集32 -世界のSF 現代編』、1969年9月

### 短編集
- 冷たい方程式―SFマガジン・ベスト1 (1980年2月) ハヤカワ文庫SF380 ISBN 4-15-010380-1
  - 接触汚染：キャサリン・マクレイン
  - 大いなる祖先：F.L.ウォーレス
  - 過去へ来た男：ポール・アンダースン
  - 祈り：アルフレッド・ベスター
  - 操作規則：ロバート・シェクリイ
  - 冷たい方程式：トム・ゴドウィン
  - 信念：アイザック・アシモフ
- 冷たい方程式（2011年10月）ハヤカワ文庫SF1832 ISBN 978-4-15-011832-7
  - 徘徊許可証：ロバート・シェクリイ
  - ランデブー：ジョン・クリストファー
  - ふるさと遠く：ウォルター・S・テヴィス
  - 信念：アイザック・アシモフ
  - 冷たい方程式：トム・ゴドウィン
  - みにくい妹：ジャン・ストラザー
  - オッディとイド：アルフレッド・ベスター
  - 危険! 幼児逃亡中：C・L・コットレル
  - ハウ=2：クリフォード・D・シマック